# Alan Varela
Alan Gonzalo Varela (Isidro Casanova, 4 luglio 2001) è un calciatore argentino, centrocampista del Porto.

## Caratteristiche tecniche
È un regista, abile in fase di impostazione e nella gestione del pallone.

## Carriera
Cresciuto nel settore giovanile del Boca Juniors, debutta in prima squadra il 20 dicembre 2020 giocando il match di Copa Diego Armando Maradona vinto 2-1 contro l'Independiente. .
Realizza il primo gol in carriera il 26 maggio 2022 contro il Deportivo Cali, in occasione della sesta giornata del girone E della Coppa Libertadores.
Il 4 agosto 2022 rinnova il contratto fino al 2026.. Un anno più tardi il Porto raggiunge un accordo con il club argentino per una cifra pari ad 8 milioni di euro più 3 di bonus..

## Statistiche

### Presenze e reti nei club
Statistiche aggiornate al 5 maggio 2021.
| Stagione        | Squadra         | Campionato      | Campionato | Campionato | Coppe nazionali | Coppe nazionali | Coppe nazionali | Coppe continentali | Coppe continentali | Coppe continentali | Altre coppe | Altre coppe | Altre coppe | Totale | Totale |
| Stagione        | Squadra         | Comp            | Pres       | Reti       | Comp            | Pres            | Reti            | Comp               | Pres               | Reti               | Comp        | Pres        | Reti        | Pres   | Reti   |
| --------------- | --------------- | --------------- | ---------- | ---------- | --------------- | --------------- | --------------- | ------------------ | ------------------ | ------------------ | ----------- | ----------- | ----------- | ------ | ------ |
| 2020            | Boca Juniors    |                 | -          | -          | CdL             | 4               | 0               | CL                 | 0                  | 0                  |             | -           | -           | 4      | 0      |
| 2021            | Boca Juniors    |                 | -          | -          | CA+CdL          | 2+9             | 0               | CL                 | 3                  | 0                  |             | -           | -           | 14     | 0      |
| Totale carriera | Totale carriera | Totale carriera | 0          | 0          |                 | 15              | 0               |                    | 3                  | 0                  |             | -           | -           | 18     | 0      |

## Palmarès

### Club

#### Competizioni nazionali
- Copa Argentina: 1

Boca Juniors: 2019-2020
- Copa de la Liga Profesional: 2

Boca Juniors: 2020, 2022
- Supercopa Argentina: 1

Boca Juniors: 2022
- Campionato argentino: 1

Boca Juniors: 2022
- Coppa del Portogallo: 1

Porto: 2023-2024
- Supercoppa di Portogallo: 1

Porto: 2024